# Tanngnjóstr e Tanngrisnir

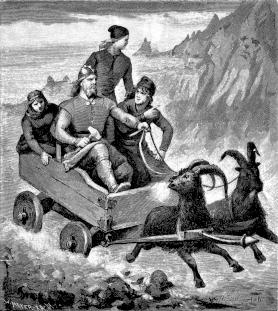
Le capre che trainano il carro del dio.

Nella mitologia norrena, Tanngnjóstr ("che digrigna i denti") e Tanngrisnir ("che arrota i denti") sono una coppia di capre magiche che trainano il carro del dio Thor.
La loro principale caratteristica è il fatto che il dio possa cucinarle e mangiarle, e la mattina seguente, ricomponendo le ossa e la pelle, con l'aiuto del suo potente martello Mjöllnir esse magicamente ritornano in vita.
Questa caratteristica è descritta nell'Edda in prosa di Snorri Sturluson, nel 44º capitolo:

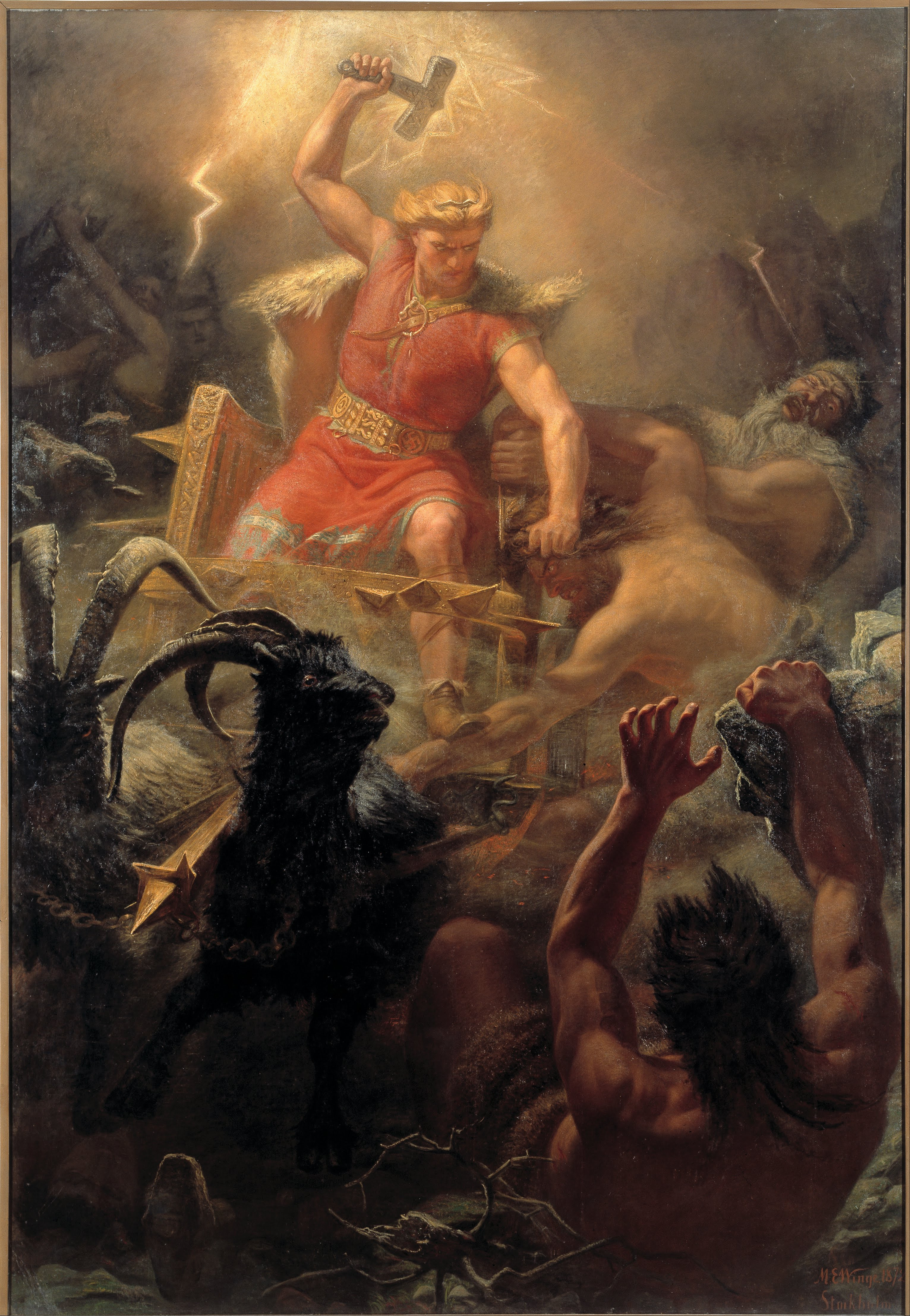
Un'altra raffigurazione del carro trainato dalle capre.

(Snorri Sturluson - Edda in prosa 44f)